# Jeanne Hébuterne con jersey amarillo
Jeanne Hébuterne con jersey amarillo – o Retrato de Jeanne Hébuterne – es una pintura creada por el pintor italiano Amedeo Modigliani en 1919. Este óleo sobre lienzo de formato vertical es un retrato de medio cuerpo de Jeanne Hébuterne sentada en una silla frente a un fondo azul verdoso. Con la cabeza inclinada hacia su izquierda, la joven aparece con las manos entrelazadas delante del jersey holgado de cuello alto y color amarillo anaranjado que tal vez oculta su embarazo incipiente. La obra se encuentra en el Museo de arte Ohara, Kurashiki, Prefectura de Okayama, Japón. 

## Descripción
Jeanne Hébuterne aparece con el mismo jersey amarillo en al menos otros dos retratos de Amedeo Modigliani:

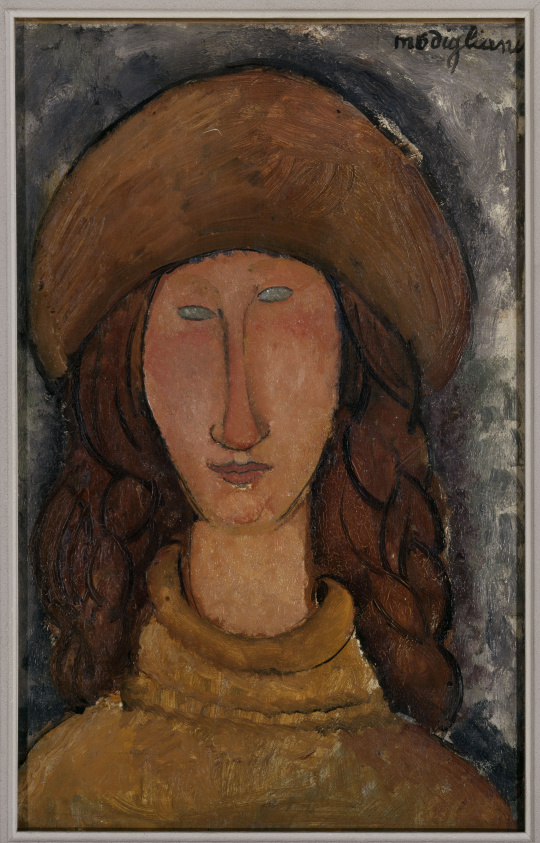
Jeanne Hébuterne, 1918; Museo de Arte Moderno de Troyes.
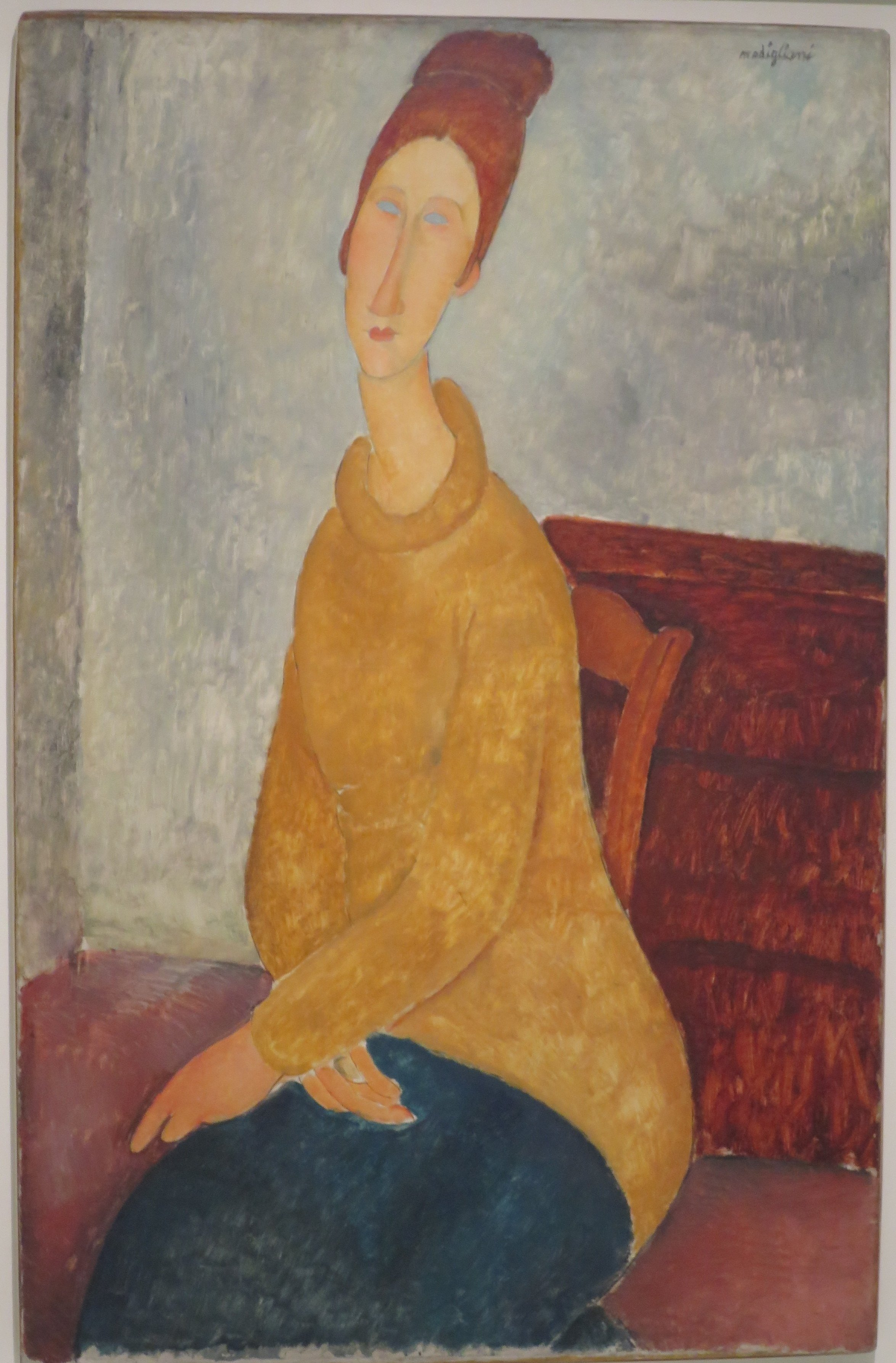
El jersey amarillo, 1918-1919; Museo Solomon R. Guggenheim,Nueva York.